# Leonardo Fiaschi
Leonardo Fiaschi (Livorno, 17 maggio 1985) è un imitatore e cabarettista italiano.

## Biografia
Fiaschi dopo essersi  diplomato come attore presso il Centro Culturale Vertigo di Livorno, alternò la sua attività di spettacolo a quella di grafico pubblicitario.
Dal 2009 fino al 2015 come imitatore ha fatto parte del cast fisso della trasmissione radiofonica La carica di 101 trasmessa a livello nazionale da R101.
Nel 2013 partecipa alla quarta edizione di Italia's Got Talent e dall'autunno dello stesso anno, sino al 2014, partecipa a due edizioni del programma Colorado.
Successivamente, dal 16 settembre al 4 novembre 2016 partecipa come concorrente alla sesta edizione del programma Tale e quale show su Rai 1, poi dall'11 novembre al 25 novembre 2016 alla quinta edizione del torneo del medesimo programma, per infine partecipare, il 9 dicembre dello stesso anno, alla puntata natalizia del programma e il 31 dicembre a L'anno che verrà.. Dal 2020 collabora con Striscia la notizia, dove imita, con la tecnica del deepfake, il conduttore televisivo Amadeus, Morgan, Massimiliano Allegri, Pirlo inedito barzellettiere e il cantante Jovanotti.
La sua attività in teatro lo vede interprete di Leonardo Fiaschi Show e dal 2016 della commedia comico-culturale L'altra faccia dell'opera.

## In televisione
- Ha imitato al telefono papa Francesco durante uno scherzo che ha visto come vittima Paolo Brosio per la trasmissione de Le Iene.[7]

## Attività

### Radio
- La carica di 101 (R101, 2009-2015)
- La banda di R101 (R101, dal 2018)

### Televisione
- Italia's Got Talent (Canale 5, 2013) - concorrente
- Colorado (Italia 1, 2013-2014)
- Tale e quale show (Rai 1, 2016) - concorrente, giudice
- Tale e quale show - Il torneo (Rai 1, 2016) - concorrente
- NaTale e quale show (Rai 1, 2016)
- L'anno che verrà (Rai 1, 2016-2017)
- Domenica in (Rai 1, 2017-2018)
- Diletta Gol (DAZN, 2018-2019)
- Vieni da me (Rai 1, 2019)
- Striscia la notizia (Canale 5, dal 2020) imitatore
- Fake Show - Diffidate dalle imitazioni (Rai 2, 2023)
- Zecchino d'Oro (Rai 1, 2024)

### Teatro
- Leonardo Fiaschi Show
- Tutti i Fiaschi della mia vita
- L'altra faccia dell'opera
- Due botte a settimana (dal 2019)
- Fiaskistein (2019)
- Mai Stato io (2021)